# 夸乌特拉托瓦
夸乌特拉托瓦 （或“Cuauhtlatoa”，1428 – 1431/1460/1461）是納瓦城邦特拉特洛尔科的特拉托阿尼。

## 人物
他是特拉特洛尔科公主Acolmiztli，国王特拉卡特奥特尔的孙子，夸夸皮特萨瓦克的曾孙。
他从其爷爷特拉卡特奥特尔手中继承王位，后被特諾奇提特蘭人杀害。
据历史记载，夸乌特拉托瓦被记为Tezozomoctli国王之父。

## 引注
1. ↑  Chimalpahin (1997): pp. 130–131.
2. ↑  Chimalpahin (1997): pp. 232–233.
3. ↑  Chimalpahin (1997): pp. 132–133.
4. ↑  Codex Telleriano-Remensis（英语：Codex Telleriano-Remensis）: f. 33v.

| 前任： 特拉卡特奥特尔 | 特拉特洛尔科的特拉托阿尼 1428–1460年 | 繼任： 莫基伊斯特利 |